# Тяхта
Тяхта́ (рос. Тяхта) — село у складі Китмановського району Алтайського краю, Росія. Адміністративний центр та єдиний населений пункт Тяхтинської сільської ради.

## Населення
Населення — 557 осіб (2010; 686 у 2002).
Національний склад (станом на 2002 рік):
- росіяни — 87 %